# هيئة الرقابة والتحقيق
هيئة الرقابة والتحقيق، السعودية هي هيئة حكومية تختص بإجراء الرقابة اللازمة للكشف عن المخالفات الإدارية. صدر أمر ملكي في 12 ديسمبر 2019 بضم هيئة الرقابة والتحقيق والمباحث الإدارية إلى الهيئة الوطنية لمكافحة الفساد التي عدل مسماها إلى هيئة الرقابة ومكافحة الفساد.

## النشأة
أُنشئت هيئة الرقابة والتحقيق بموجب نظام تأديب الموظفين الصادر بالمرسوم الملكي رقم م/7 وتاريخ 1 /2/ 1391هـ، ويتناول شؤون التأديب الإداري مراعياً العدالة وتوفير الضمانات الكافية للموظف، حيث أنها جهة تُعنى برقابة الموظفين في اداء واجباتهم والتحقيق مع من ينسب إليه تقصير منهم.

## تشكيل أجهزة الهيئة
- رئيس الهيئة : ويرتبط به مباشرة وكلاء الهيئة، ومكتب رئيس الهيئة، والإدارة العامة للمستشارين، وإدارة القضايا، والإدارة العامة، وفروع الهيئة بالمناطق والمحافظات.
- وكيل الهيئة لشؤون الرقابة : ويرتبط به مكتب الوكيل لشؤون الرقابة، إدارة الرقابة الإدارية، إدارة الرقابة المالية.
- وكيل الهيئة لشؤون التحقيق: ويرتبط به مباشرة مكتب الوكيل لشؤون التحقيق، وإدارة الإدعاء.
- الإدارة العامة: وتتكون من إدارة شؤون الموظفين، وإدارة الشؤون المالية، وإدارة المستودعات والمشتريات، وإدارة الخدمات والاستعلامات، وإدارة الاتصالات.[3]

## اختصاصات هيئة الرقابة والتحقيق

### الرقابة
تختص الهيئة في مجال الرقابة بما يلي:
- إجراء الرقابة اللازمة للكشف عن المخالفات المالية والإدارية.
- فحص الشكاوى التي تحال إليها من الوزراء المختصين أو من أي جهة رسمية مختصة عن المخالفات المالية والإدارية.
- إجراء التحقيق في المخالفات المالية والإدارية التي تكشف عنها الرقابة وفيما يحال إليها من الوزراء المختصين أو من أي جهة رسمية مختصة.
- متابعة الدعوى التي تحال طبقاً لهذا النظام إلى ديوان المظالم".

يخضع لرقابة الهيئة ما يلي:
جميع الموظفين المدنيين بالوحدات الإدارية الحكومية والأشخاص المعنوية العامة، والمؤسسات العامة.
تمارس الهيئة الاختصاصات الرقابية التالية:

### أ‌- الرقابة الإدارية
تختص إدارة الرقابة الإدارية وفقا للمادة الثامنة من الباب الثاني من اللائحة الداخلية للهيئة بما يلي:
1- الكشف عن المخالفات الإدارية واتخاذ الإجراءات اللازمة بشأنها.
2- مراقبة تفويض الصلاحيات والمسئوليات وفقا للنظم المعتمدة واللوائح المقررة والقرارات الصادرة المنظمة لذلك.
3- الكشف عن المخالفات الناتجة عن التقصير في الرقابة الداخلية في الوحدات الإدارية.
4- اقتراح وسائل العلاج اللازمة في حالة وقوع حوادث الإهمال أو المخلفات الإدارية وإحالتها للجهات المختصة.
5- التعاون مع وزارة الخدمة المدنية في الكشف عن المخالفات الخاصة بشئون الموظفين في ما يتعلق بشرعيتها كالتعيين والترقية والعلاوات والبدلات وما في حكمها.
6- إبلاغ الجهات المختصة عن مواطن القصور في التنظيم التي تتكشف لها من خلال أعمالها وذلك بالاتصال بالجهات المتخصصة لإعادة التنظيم بما يكفل حسن سير العمل.
7- التعاون مع ديوان المراقبة العامة عند اكتشافه لمخالفات إدارية أثناء مباشرته لاختصاصاته المالية.
8- فحص الإخباريات والشكاوى المتعلقة بالنواحي الإدارية.
كما تختص هذه الإدارة باختصاصات أخرى هي:
- مراقبة دوام منسوبي الأجهزة الحكومية وإعداد خطابات إبلاغ نتائج تلك الجولات مع رصد الظواهر المتعلقة بدوام الموظفين وفقاً للأمر السامي الكريم رقم 7 / ب / 6218 في 27/4/1417هـ، بالإضافة إلى المتابعة الدورية لدوام الأيام السابقة لجولات الهيئة على ضوء تعديل الفقرة (2) من المادة 30/12 من اللائحة التنفيذية لنظام الخدمة المدنية بموجب قرار مجلس الخدمة المدنية رقم 510 في 2 /8/1418هـ، وكذلك متابعة ما تتخذه الأجهزة الحكومية على ما أبلغت به من قبل الهيئة من ملحوظات فيما يتعلق برقابة الدوام.
- القيام بجولات ميدانية لتفقد أوضاع الإعاشة المطهية في السجون العامة ودور التوقيف وإدارات الترحيل وتعقب المتخلفين في مناطق المملكة بشكل دوري بالمشاركة مع مندوب من إمارة المنطقة وذلك بناء على توجيه وزير الداخلية رقم 18/1877 في 24/5/1398 ورقم 18/29901 في 18-19/4/1409 هـ.

### ب - الرقابة المالية
تختص إدارة الرقابة المالية وفقاً للأمر السامي الكريم رقم 29516/3/ ر في 26/9/1394 هـ بما يأتي :
1- دارسة القضايا التي تحال إليها وتتناول مخالفات مالية لتحديد تلك المخالفات والمسؤولين عنها قبل التحقيق فيها، واقتراح الوسائل الكفيلة بالحد من وقوع تلك المخالفات.
2- إجراء الفحص وفقا لما تتطلبه أغراض التحقيق الذي تجريه الهيئة في القضايا والمعاملات المحالة إليها.
3- فحص ما يحال إليها من شكاوى أو إخباريات تتناول مخالفات مالية أو ما يتجمع لديها من معلومات وتحريات عن تلك الجهات التي تتناولها هذه المعلومات والتحريات، واتخاذ ما يقضيه الفحص من التفتيش على الجهات التي تتناولها بهدف تحديد ما يكون قد وقع فيها من مخالفات والمسؤولين عنها تمهيدا للتحقيق فيها.
4- معاونة الجهات المعنية في متابعة تنفيذ خطط التنمية المعتمدة لها بهدف تقييم مستوى الإنجاز في مجال الأعمال ومستوى الأداء في مجال الخدمات بالاتفاق مع الهيئة المركزية للتخطيط (وزارة التخطيط).
5- إجراء التفتيش على الدور المستأجرة للدوائر الحكومية وفقا للاختصاص الموكل للهيئة بموجب قرار مجلس الوزراء رقم 1164 وتاريخ 8/11/1392ه.
6- متابعة المخالفات المالية التي تثيرها الأجهزة الرقابية الأخرى من خلال ما يحال إلى الهيئة من صور المعاملات والتقارير.
7- إجراء البحوث والدراسات نتيجة لتحليل الظواهر العام التي تتكشف أثناء أدائها لمهامها واقتراح وسائل العلاج.
كما تختص هذه الإدارة باختصاصات أخرى هي:
- كشف المخالفات والملحوظات التي تقع فيها بعض الأجهزة الحكومية عند قيامها بالاستئجار أو الإخلاء للدور المستأجرة، ومعالجة هذه المخالفات مع الجهات المختصة مع قيام الهيئة بفحص الشكاوى والإخباريات التي ترد إليها من بعض الملاك أو غيرهم بشأن مخالفة بعض الجهات الحكومية لقواعد الاستئجار أو الإخلاء.
- الاشتراك مع ديوان المراقبة العامة في لجنة لتحقيق من مبررات إخلاء الدور المستأجرة للدوائر الحكومية التي تم إخلاؤها لخطورتها وإبلاغ الجهات المختصة لاتخاذ اللازم حياله، بموجب قرار مجلس الوزراء رقم 1246 وتاريخ 11/11/1397هـ.
- متابعة مدى تقيد الجهات الحكومية بأحكام الأوامر السامية الخاصة بإسناد الأعمال إلى المكاتب الاستشارية بموجب الأمر السامي رقم 174 وتاريخ 28/1/1401هـ.
- متابعة ما ورد بالمادة السادسة من قرار مجلس الوزراء رقم 1368 في 22/8/1396هـ الخاص بتقصي أسباب القصور في تنفيذ مشروعات التنمية بالتعاون مع وزارة التخطيط.
- متابعة ما ورد بالأمر السامي رقم 9751 في 26/4/1403هـ الذي يوجب على ديوان المراقبة والهيئة ووزارة المالية والاقتصاد الوطني ملاحظة عدم قصر تعامل الجهات الحكومية على عدد محدود من المقاولين والشركات والمؤسسات.
- متابعة ما ورد بقرار مجلس الخدمة المدنية رقم (1/581) وتاريخ 18/9/1419هـ المعتمد بالأمر السامي رقم 17880 وتاريخ 6/12/1419هـ الفقرة ثانياً التي تنص على «أن تقوم الهيئة بوضع الترتيبات اللازمة لمراقبة ومتابعة استخدام الجهات الحكومية لسياراتها صبقاً للضوابط التي أقرتها كل جهة لنفسها».
- متابعة ما ورد في الفقرة الثانية من قرار مجلس الوزراء رقم 52 وتاريخ 7/3/1420هـ بشأن التقصير قي تنفيذ العقود الحكومية.
- متابعة ما ورد في الفقرة الثانية من قرار مجلس الوزراء رقم 157 وتاريخ 12/9/1420هـ بشأن التأكيد على الالتزام بالاعتمادات المقررة بالميزانية العامة للدولة.
ج- الإجراءات التي بموجبها تبدأ الهيئة في الرقابة:
أشارت المادة الأولى من الفصل الأول من الباب الثالث من اللائحة الداخلية للهيئة بان الرقابة تجري بأمر من رئيس الهيئة في الأحوال التالية :
1- بناء على أمر من المقام السامي.
2- بناء على طلب الوزراء ورؤساء المؤسسات العامة والهيئات الحكومية التي تسهم الحكومة في نشاطها المالي والإداري.
3- بناء على الإخباريات والشكاوى التي تدل التحريات على احتمال صحتها.
4- بناء على طلب الجهة المختصة بالمراقبة وبناء على تقارير مفتشي ديوان المراقبة العامة أو ديوان الموظفين العام (وزارة الخدمة المدنية)، أثناء جولاتهم التفتيشية والتي تكشف فيها مخالفات تتطلب إجراء الرقابة.
5- بناء على طلب إدارة التحقيق بالهيئة في القضايا التي ترى لزوم استكمال إجراءاتها بغرض الرقابة.
6- بناء على مايتكشف لجهاز الرقابة بالهيئة من أمور تتطلب فرض الرقابة.

### التحقيق
تباشر الهيئة التحقيق التأديبي وتمثل الادعاء أمام ديوان المظالم على النحو التالي:

#### التحقيق التأديبي
يشمل الموظفين المدنيين المعينين في وحدات الإدارات الحكومية والأشخاص المعنوية العامة الخاضعة للرقابة، ويستثنى من ذلك (أعضاء السلك القضائي (م/48) من نظام تأديب الموظفين وأعضاء ديوان المظالم العسكريون والمستخدمون، والمعينون على بند الأجور وأعضاء هيئة الرقابة والتحقيق وأعضاء هيئة التحقيق والادعاء العام)، ويتناول التحقيق المخالفات التأديبية سواء كانت مالية أو إدارية أو مسلكية.
وتقوم الجهات الحكومية والمؤسسات العامة بالتحقيق مع الموظفين التابعين لها في كافة المخالفات وتوقيع الجزاء المناسب عليها عدا الفصل (م/35 من نظام تأديب الموظفين) ففي هذه الحالة تحيل الأوراق إلى هيئة الرقابة والتحقيق لتتخذ إجراءات إحالة المتهم إلى المحاكمة التأديبية باعتبارها الجهة المختصة.
وبالإضافة إلى ذلك هناك حالات تختص هيئة الرقابة والتحقيق وحدها بالتحقيق دون الجهات الإدارية وهي :
2- إذا أرتكب الموظف مخالفة في جهة غير التي يعمل فيها ثم نقل منها، ويكون الاختصاص بتوقيع العقوبة في هذه الحالة لديوان المظالم، فنصت المادة 40 من نظام التأديب على أنه : 
(إذا ارتكب الموظف مخالفة في جهة غير التي يعمل فيها يحال الموظف إلى هيئة الرقابة والتحقيق، فإذا رأت الهيئة إن الأفعال المنسوبة إلى المتهم تستوجب توقيع العقوبة تحيل الدعوى إلى ديوان المظالم).
2- إذا ارتكب عدة موظفين تابعين لأكثر من جهة إدارية
مخالفة واحدة أو أكثر من مخالفة لكنها مخالفات مرتبطة ببعضها فقد نصت المادة 41 من نظام التأديب على أنه:
(يحال الموظفون المتهمون بارتكاب مخالفة أو مخالفات مرتبطة بعضها ببعض إلى هيئة الرقابة والتحقيق إذا كانوا عند ارتكاب المخالفة أو المخالفات أو عند اكتشافها تابعين لأكثر من جهة).
3- في حالة انتهـاء خدمـة الموظـف فإن ذلـك لايمنـع من البدء في اتخاذ الإجراءات التأديبية أو الاستمرار فيها وذلك وفقاً للمادة 33 من نظام تأديب الموظفين.
4ـ في المخالفات المالية والإدارية التي تكشف عنها الرقابة وفيما يحال إليها من الوزاء المختصين أو من أي جهة رسميه مختصه (م5 فقره 3 من نظام تأديب الموظفين).
5- التحقيق في حالات التقصير في تنفيذ العقود الحكومية
بموجب الفقرة (ثانياً /1) من قرار مجلس الوزراء رقم 52 وتاريخ 7/3/1420هـ.
6- التحقيق في حالات عدم التقيـد بالأنظمـة والتعليمـات الخاصـة بالالـتزام بالاعتمـادات المقررة بالميزانيـة
العامة للدولة بموجب الفقرة ثانيــا من قـرار مجلـس الوزراء رقم 157 وتاريخ 12/9/1420 هـ.

#### التحقيق الجنائي
يخضع له جميع الأشخاص سواء كـانـوا موظفيـن أوغير موظفين بلا استثناء مع مراعاة الإجراءات التي يتطلبها النظام بالنسبة لبعـض الفئـات، ووفقا للمـادة الثانية مـن نظـام ديـوان المظالـم الصـادر بالـمرسوم الملكي رقم م/51 وتاريخ 17/7/1402 هـ تختــص الهيئة في المسائل الجنائية بالتحقيق قي القضايـا الآتـيـة :
- 1- جرائم التزوير والتزييف.
- 2- جرائم الرشوة.
- 3- الجرائم المنصوص عليها في المرسوم الملكي رقم 43 وتاريخ 29/11/1377 هــ.

كما أضيف للهيئة اختصاص التحقيق في الجرائم المنصوص عليها في نظام وظائف مباشرة الأموال العامة الصادر بالمرسوم الملكي رقم م/77 وتاريخ 23/10/1395 هــ والجرائم المنصوص عليها فــي نظام البريد الصادر بالمرسوم الملكي رقم م/4 وتاريخ 21/2/1406 هـ
(1) الإدعاء أمام ديوان المظالم :
تقوم الهيئة بدراسة القضايا التأديبية والجنائية وبعد انتهاء التحقيق فيها وتوجيه الاتهام تحيل أوراق القضية إلى ديوان المظالم بموجب قرار اتهام يتضمن وصف التهمة والأدلة عليها والمواد النظامية المطلوب تطبيقها ويتولى محقق القضية الادعاء فيها أمام الدوائر المختصة بالديوان كما تقوم الهيئة بالاعتراض على الأحكام الصادرة بالدعاوى المرفوعة منهاطبقاً لقواعد المرافعات ولإجراءات أمام ديوان المظالم الصادرة بموجب قرار مجلس الوزراء رقم 190 وتاريخ 16/11/1409 هـ.

## الإدارة العامة للمستشارين
ترتبط هذه الإدارة برئيس الهيئة مباشرة، وحددت اختصاصاتها بمقتضى نص المادة الرابعة من الباب الثاني من اللائحة الداخلية للهيئة بما يلي :
1- دراسة الموضوعات والقضايا التي تحال من الرئيس أو أحد الوكلاء، وإبداء الرأي النظامي فيها.
2- تقديم المشورة فيما تتطلبه أعمال الهيئة من استشارات.
3- مراجعة القضايا المقترح حفظها وإبداء الملحوظات حول التصرف فيها.
4- معاونة المحققين فيما قد يطلبونه من استشارات وتوجيهات.
5- تمثيل الهيئة في اللجان المهمة.
6- تمثيل الهيئة في القضايا ذات الأهمية الخاصة أمام ديوان المظالم.
7- إعداد مشروعات التعاميم والقرارات التي يصدرها الرئيس.
8- إعداد التقرير السنوي للهيئة بالتعاون مع أجهزتها المختلفة.

## الإدارة العامة للمتابعه والبحوث
ترتبط هذه الإدارة مباشرة برئيس الهيئة وقد أنشئت بموجب قرار رئيس الهيئة رقم 307/خ في 4/8/1401 هـ وتتكون من إدارتين إحداهما للمتابعة والأخرى للبحوث.
- تختص إدارة المتابعة بما يلي :

1- متابعة قضايا السجناء شهرياً.
2- القيام بجولات ميدانية لتقص أمور القضايا ومعرفة المتأخر منها وأسباب ذلك ومتابعه إنجاز جميع منسوبي الجهاز الرئيسي والفروع كل سته أشهر.
3- متابعة المعاملات أو القضايا التي يأمر رئيس الهيئة بتزويدها بصورة من الإجراءات الصادرة بشأنها والمعاونة على تذليل العقبات التي تعرقل سرعة إنجاز المعاملة أو القضية.
4- متابعه أعمال اللجان التي تشارك فيها الهيئة.
- تختص إدارة البحوث بما يلي:

1- بحث ودراسة المعاملات وتحقيق القضايا التي تحال إليها من رئيس الهيئة.
2- دراسة المسائل التي تختلف فيها وجهات النظر حول تفسير الأحكام والقواعد التأديبية أو تطبيقها وكذا الجنائية.
3- دراسة اللوائح والأنظمة التي تزود الهيئة بصورة منها.
4- دراسة ما تنتهي إلية التحقيقات من مقترحات يكون لها صفة العموم.
5- إعداد نشرة دورية تستعرض فيها الأنظمة والمراسيم وقرارات مجلس الوزراء وتعاميم وزارة المالية والاقتصاد الوطني ووزارة الخدمة المدنية (الديوان العامة للخدمة المدنية سابقاً) وغيرها مما يكون قد صدر في الفترة التي تغطيها النشرة ويكون له صلة بعمل الهيئة ويتعين على أعضائها الإلمام به، وكذلك المبادئ والقواعد التي تتضمنها أحكام التأديب وأحكام ديوان المظالم في قضايا الرشوة والتزوير وغيرها مما يكون له صلة بعمل الهيئة، كما تنشر في هذه النشرة الدراسات والأبحاث الهامة التي يكون من المصلحة تعريف أعضاء الهيئة بها.
6- الإشراف على مكتبة الهيئة وإنمائها.
7- معالجة كل ما يتعلق بأمور الحج وفقاً للأمر السامي الكريم رقم 7/د/26843 في 19/11/1400هـ حيث تقوم الهيئة في موسم الحج من كل عام بتجنيد عدد من أعضائها وايفادهم إلى أماكن تواجد الحجاج لمتابعة ومراقبة أعمال الجهات الإدارية المشاركة في الحج والتأكد من تنفيذها للبرامج التي تعدها تلك الجهات لاكتشاف أية مخالفات أو معوقات والرفع عن ذلك للمقام السامي لاتخاذ الإجراء المناسب.

## انظر ايضاً
- الرياض
- هيئة الأمر بالمعروف والنهي عن المنكر

## وصلات خارجية
- الرقابة والتحقيق - الحياة.